# Grand Prix automobile de Mar del Plata
Le Grand Prix automobile de Mar del Plata, également connu sous le nom de Grand Prix du Général San Martín, en hommage à José de San Martín, est une course automobile créée en 1948 et disparue en 1950. Elle se déroulait sur le circuit d'El Torreón.

## Palmarès
| Année | Vainqueur          | Voiture  | Résultats |
| ----- | ------------------ | -------- | --------- |
| 1948  | Giuseppe Farina    | Maserati | Résultats |
| 1949  | Juan Manuel Fangio | Maserati | Résultats |
| 1950  | Alberto Ascari     | Ferrari  | Résultats |